# Comté de Lincoln (Minnesota)
Pour les articles homonymes, voir Comté de Lincoln.
Le comté de Lincoln est un Comté des États-Unis situé dans l’État du Minnesota, aux États-Unis. Il comptait 6 429 habitants en 2000. Son siège est Ivanhoe.